# Calopogonium caeruleum
Calopogonium caeruleum là một loài thực vật có hoa trong họ Đậu. Loài này được (Benth.) Sauvalle miêu tả khoa học đầu tiên.